# 加藤光泰
加藤 光泰（かとう みつやす）は、戦国時代から安土桃山時代にかけての武将、大名。豊臣秀吉の家臣。

## 生涯
天文6年（1537年）、美濃国において、加藤景泰の長男として生まれた。出生地について、『寛政重修諸家譜』は多芸郡橋爪庄（現在の岐阜県養老郡養老町橋爪付近）と記すが、厚見郡今泉村の橋詰（現在の岐阜市端詰町付近）とする説もある。
はじめ斎藤龍興に仕えていたが、稲葉山城が陥落して斎藤氏が没落すると、光泰は浪人となって一旦、近江国に逃れた。尾張国の織田信長は、美濃衆との戦いで光泰の活躍を目に留めていた。木下秀吉（後の豊臣秀吉）の仲介で拝謁が許され、召し抱えられて秀吉に付属の家臣とされた。
元亀2年（1571年）、浅井長政が横山砦を攻撃した際にこれを撃退する功を立て、秀吉から近江国坂田郡磯野村において700貫の知行と与力10名を与えられた。
天正6年（1578年）、播磨国三木城攻めでは播磨国内に5,000石を与えられ、天正10年（1582年）の山崎の戦いでは、池田恒興らと共に、円明寺川を渡河して津田信春を奇襲した。敵の混乱に乗じて明智光秀の本隊に襲い掛かり、総崩れの切っ掛けを作って秀吉軍を勝利に導いた。この功により知行地は3倍の丹波国周山城1万5,000石に増封された。その後、近江貝津城へ転封され、また2万石に加増されて近江高島城（大溝城の別称）に移り、さらに尾張犬山城に移封された。
天正11年（1583年）、柴田勝家との賤ヶ岳の戦いでは軍奉行を務め、天正12年（1584年）の小牧・長久手の戦いでは犬山城を守った後、佐々成政の追討戦でも軍功を立て、天正13年（1585年）、美濃大垣城主4万石に加増された。同時に蔵入地2万石の管理も任されていたが、これを自身の給人地としたために秀吉の勘気を被り、同年9月に領地を召上げられ、豊臣秀長に預けられて大和国郡山城に蟄居となった。
天正15年（1587年）には赦免され、佐和山城2万石に封じられて、従五位下・遠江守に叙任された。以後、しばしば遠州太守を称した。天正18年（1590年）の小田原征伐では駿府に在番したが、諸将と共同で山中城を攻略した軍功と、その戦いで大垣城主であった一柳直末が戦死したため、羽柴秀勝の美濃国岐阜への国替えに伴い、甲斐国24万石を与えられる大抜擢をされた。
甲斐国は関東8カ国を領する徳川家康との国境にあたり、光泰は入国すると国中、河内支配には嫡男作十郎（加藤貞泰）と実弟の光政、郡内地方には養子の光吉を任じ、文禄元年（1592年）までは寺社領の安堵や寄進、諸役免除などを集中的に行い、検地を行っている。この時期の検地は、秀吉の朝鮮出兵に備えて諸将に負担させる軍役の元となる御前帳徴収に応じたものであると考えられている。また、甲府城の築城を開始した。
文禄の役では願い出て自ら出陣し（伊予大洲藩加藤家藩史『北藤録』）、陣中でも留守居役の光吉らと緊密な連絡を取り、領国経営の助言をしていたという。文禄2年（1593年）9月には帰国予定であったが、西平浦の陣中で発病、病死した。享年57。
遺骸は国元へ送られ、山梨郡板垣村（山梨県甲府市善光寺）の甲斐善光寺に葬られた（後に大洲曹渓院へ移される）。法号は剛園宗勝曹渓院。

## 毒殺説
息子の作十郎（貞泰）は、若年を理由に領地を召上げ下られ、文禄3年（1594年）1月、美濃国黒野に国替えされた。甲斐は一時の国主不在期間を経て、浅野長政、幸長親子に与えられた。
『北藤録』に拠れば、光泰は朝鮮出陣中に石田三成と対立し、三成に誘われて宮部長房の陣で供応を受けた後に発病し、遺言書をしたためて急逝しており、三成による毒殺であるという。毒殺説には信憑性を認める研究がある。少なくとも同時代では毒殺説がある程度信じられていたようであり、息子への所領相続を認めなかったことも奉行の差し金ではないかと邪推された。ただし、豊臣政権下においては、若年者の家督相続の際に、経営に難ありとして減封や要衝からの転封という例は一般的な措置と言ってよいほど多数の例がある。
三成が家康打倒のために挙兵した関ヶ原の戦いにおいては、加藤貞泰は反三成勢力となる徳川方に属した。この戦いで貞泰は本領安堵、後に伊予国大洲藩初代藩主となった。

## 系譜
- 父：加藤景泰
- 母：不詳
- 室：一柳可遊妹
- 長男：加藤貞泰（1580-1623）
- 生母不明の子女
  - 女子：竹中重門正室
  - 男子：加藤光直（1584-1633） - 通称は平内。豊臣秀吉に仕えるが、関ヶ原の戦いでは徳川家康に従う。慶長7年の知行は3600石。寛永3年（1626年）には使番となり、翌寛永4年（1627年）正月には従五位下遠江守に任じられた。寛永10年（1633年）に死去。
- 養子
  - 男子：加藤光吉 - 一柳可遊の子で、光泰の室の甥に当たる。若い頃、加藤光泰には男子が無く、光吉を婿養子に迎えた。その後、実子の貞泰が生まれたため家老となった。光泰が甲斐国24万石を得た際には4万石を与えられた。光泰の死後、伊予国大洲に転封された後も家老として仕え、2000石を知行した。